# Joan Laporta
Joan Laporta i Estruch (ur. 29 czerwca 1962 w Barcelonie) – hiszpański polityk, prawnik i prezes FC Barcelona.
Soci FC Barcelony o numerze 13 352. W latach 2003–2010 był prezesem Barçy, zastępując Enrica Reynę Martineza, który pełnił tę funkcję w 2003. W 2021 ponownie został wybrany prezesem FC Barcelony.
Laporta to absolwent prawa na Uniwersytecie w Barcelonie, posiada również tytuł magistra prawa spółek i ekspertyz podatkowych w Instituto de Estudios Superiores Abat Oliba w Barcelonie. Jest partnerem założycielem i właścicielem firmy prawniczej Laporta & Arbós Advocats Associats, członkiem Izby Adwokackiej w Barcelonie oraz patronem i członkiem komisji wykonawczej Fundacji Lluch oraz patronem Fundacji Pomocy Społecznej Johana Cruyffa.
Jest po separacji z Constanzą Echevarría, z którą ma trzech synów.